# Tiếp thị di động

## Tổng quan tiếp thị di động

### Khái niệm
Tiếp thị di động (tên tiếng Anh: Mobile Marketing) là bất kỳ hoạt động quảng cáo nhằm quảng bá sản phẩm và dịch vụ thông qua các thiết bị di động. Theo Andreas Kaplan, giáo sư và chuyên gia tiếp thị, định nghĩa tiếp thị di động là bất kỳ hoạt động tiếp thị nào được thực hiện thông qua mạng lưới mà người tiêu dùng liên tục kết nối bằng thiết bị di động cá nhân.
Tiếp thị di động gồm những nghiên cứu để hiểu bản chất của người dùng di động, thiết kế theo nền tảng di động và áp dụng các kỹ thuật tiếp thị trực tuyến tập trung vào việc tiếp cận đối tượng cụ thể trên điện thoại, máy tính bảng hoặc bất kỳ thiết bị nào khác thông qua các trang web, Email, SMS và MMS, và các phương tiện quảng cáo khác.

### Sự quan trọng của tiếp thị di động
Một số số liệu thống kê được công bố bởi Hupspot 2019:
- Tính đến năm 2019, các thiết bị di động, ngoại trừ máy tính bảng, đã tạo ra khoảng một nửa lưu lượng truy cập trang web trên toàn cầu. (Statista, 2020)
- 60% người dùng điện thoại thông minh đã liên hệ trực tiếp với một doanh nghiệp bằng kết quả tìm kiếm (Think with Google, 2019)
- Gần 25% các công ty đầu tư vào tối ưu hóa điện thoại di động như một chiến thuật SEO hàng đầu. (HubSpot, 2020)
- 39% người dùng điện thoại thông minh có nhiều khả năng duyệt hoặc mua sắm ứng dụng di động của công ty hoặc thương hiệu vì việc mua hàng dễ dàng hơn hoặc nhanh hơn. (Think with Google, 2019)

Thiết bị di động  luôn gắn liền với đời sống hằng ngày. Nó không chỉ là phương tiện để liên lạc, mà đã trở thành một kênh giải trí, cung cấp thông tin, hỗ trợ người dùng tìm kiếm sản phẩm, thực hiện giao dịch,... hay quyết định trong suốt quy trình ra quyết định mua của khách hàng.
Tiếp thị di động có ưu điểm: tính tương tác 2 chiều, giúp rút ngắn khoảng cách giữa khách hàng và doanh nghiệp. Dữ liệu từ Forbes cho thấy 90% tìm kiếm trên điện thoại sẽ dẫn đến hành động. Doanh nghiệp có thể sử dụng tiếp thị di động để chăm sóc khách hàng, nghiên cứu thị trường, kiểm tra mức độ hiệu quả của các chiến dịch tiếp thị.
Thông tin trên nền tảng di động được truyền tải tới khách hàng với tốc độ nhanh, giúp tiết kiệm các khoản chi phí tiếp thị khác như thiết kế, in ấn, nguyên liệu,... Một ứng dụng di động cài đặt nhanh chóng, có sẵn và dễ sử dụng giúp tạo ra sự thỏa mãn cao ở khách hàng.
Đối với các doanh nghiệp, việc thiết lập một chiến dịch tiếp thị di động là cần thiết. Tận dụng xu hướng sử dụng di động, nguồn dữ liệu lớn thu thập được giúp các nhà tiếp thị tiếp cận đến khách hàng một cách hiệu quả, có thể cá nhân hoá được những thông tin từ người dùng để cải thiện trải nghiệm khách hàng và tăng tỷ lệ chuyển đổi đơn hàng cho doanh nghiệp.
Nếu những doanh nghiệp vẫn không áp dụng hoặc áp dụng chưa hiệu quả tiếp thị di động thì đây sẽ là cơ hội cho các thương hiệu cạnh tranh thâu tóm thị phần của doanh nghiệp.

## Những hình thức tiếp thị di động

### SMS/MMS marketing
- SMS Marketing: là một trong những hình thức tiếp thị di động lâu đời nhất trong việc gửi tin nhắn qua số điện thoại của những người mua tiềm năng. Hiểu đơn giản là tin nhắn quảng cáo, để gửi những thông tin về các sản phẩm mới, chương trình khuyến mãi mới,...cho khách hàng[6]
- MMS Marketing: là tin nhắn đa phương tiện, được thực hiện bằng cách gửi tin nhắn với nội dung phong phú bao gồm hình ảnh, văn bản, âm thanh và video. Chi phí cho tin nhắn MMS lớn hơn SMS và đôi khi trên điện thoại của khách hàng không có chức năng gửi/ nhận tin nhắn MMS.[6]

### Giao tiếp trường gần

#### NFC
(Viết tắt của Near-Field Communications): là công nghệ kết nối không dây tầm ngắn cho phép các thiết bị hỗ trợ NFC giao tiếp với nhau, sử dụng cảm ứng từ trường để thực hiện kết nối giữa các thiết bị khi có sự tiếp xúc trực tiếp hay để gần nhau. Có thể chuyển thông tin giữa các thiết bị một cách nhanh chóng, an toàn và dễ dàng. Thiết bị được trang bị NFC thường là điện thoại di động, có thể giao tiếp với các thẻ thông minh, đầu đọc thẻ hoặc thiết bị NFC tương thích khác.
Ngoài ra, NFC còn được kết hợp nhiều công nghệ sử dụng trong các hệ thống như bán vé, thanh toán hóa đơn, đổi danh thiếp, chia sẻ tài liệu nghiên cứu,...

#### Bluetooth Marketing
Là một hình thức tiếp thị gần gũi, các doanh nghiệp sử dụng Bluetooth trên điện thoại thông minh như một kênh để tiếp cận đối tượng mục tiêu, chuyển tải các thông điệp với nhiều thể loại phong phú như: tin nhắn, nhạc, hình ảnh, game, các chương trình khuyến mãi để quảng cáo, Trong phạm vi hẹp nên thường chỉ áp dụng cho lớp học, hội thảo, khu mua sắm với khoảng cách phát sóng 100m.

#### Mã QR
Đây là một trong những hình thức tiện lợi vì mọi thông tin về doanh nghiệp (link web, điện thoại, email...) có thể lưu trữ dưới dạng hình ảnh, được quét bởi người dùng thông qua máy ảnh di động của họ và được đưa đến trang web nơi mã QR được liên kết.

### Mobile internet

#### Mobile Web
Là website thiết kế thân thiện với thiết bị di động và có thể mở rộng cho mọi thiết bị có kích thước khác từ máy tính để bàn cho đến máy tính bảng và điện thoại di động. Mang lại sự trải nghiệm nhất quán trên mọi thiết bị.

#### Mobile Search
Mobile Search (Tìm kiếm di động) là một công cụ tìm kiếm sử dụng nền tảng thiết bị di động hoặc thiết bị cầm tay có kết nối Internet như điện thoại thông minh hoặc máy tính bảng.
Các yếu tố ảnh hưởng đến Mobile Search: Place Search, Organic Search, Paid Search (Google Adwords), cần bổ sung kỹ thuật và chiến lược để thích ứng với xu hướng tìm kiếm trên Mobile, từ đó có thể khai thác tối đa, hiệu quả của tiếp thị di động.

#### Mobile Social
Là mạng xã hội nơi những người có chung sở thích gặp gỡ và trò chuyện bằng điện thoại di động hoặc máy tính bảng.

#### Mobile Email
Email di động là một đặc tính của điện thoại di động cho phép người sử dụng kiểm tra email bằng tài khoản hoặc bất kỳ ứng dụng nào khác.

### Mobile Apps
Là các ứng dụng di động được thiết kế để chạy trên thiết bị di động như điện thoại thông minh, máy tính bảng để truy cập vào các nội dung mà người dùng muốn, hầu như không cần phải kết nối Internet vẫn có thể sử dụng được. Tính gắn kết và khả năng cá nhân hóa cao. Mobile Apps được xem như một tiện ích giúp khách hàng cảm thấy thoải mái và thuận tiện.

### Mobile Location-Based
Giúp các doanh nghiệp có thể tiếp cận khách hàng một cách nhanh chóng qua định vị vị trí khách hàng.
Một số ứng dụng xác định vị trí khách hàng

#### Thông tin do người dùng cung cấp
Người tiêu dùng có thể cung cấp mã ZIP, địa chỉ hoặc số điện thoại tại vị trí hiện tại của mình.

#### Cell lD
Các trạm BTS (trạm thu phát sóng di động, viết tắt từ tiếng Anh Base Transceiver Station) được phân bố theo hình lục giác, mỗi hình lục giác gọi là Cell và một trạm BTS có mã số ID riêng. Thiết bị di động nằm trong vùng hoạt động BTS sẽ truyền thông tin về mức tín hiệu về trung tâm.  Nếu biết ID của các trạm BTS mà điện thoại di động nằm trong phạm vi, thì có thể định vị vị trí của thuê bao di động với độ chính xác cao. (Google Maps hoạt động dựa trên hệ thống này.)

#### GPS
Hệ thống định vị toàn cầu (GPS, Viết tắt bởi Global Positioning System): là hệ thống xác định vị trí dựa trên vị trí của 24 vệ tinh GPS, mỗi vệ tinh xoay quanh trái đất 2 lần/ ngày. Nhận tín hiệu từ các vệ tinh GPS, sử dụng thông tin được truyền để tính toán vị trí người dùng

#### A-GPS
Viết tắt của Assisted GPS, là phiên bản được nâng cấp của GPS có thể định vị khi thiết bị có kết nối mạng, là sự kết hợp GPS, Cell ID để nâng cao độ chính xác và định vị nhanh hơn GPS khi ở điều kiện tín hiệu vệ tinh kém.

#### Điểm truy cập cục bộ
Máy phát/ máy thu băng thông thấp, chẳng hạn như Bluetooth và Wifi, có thể được sử dụng để ước tính vị trí của thuê bao di động vì các máy phát điểm truy cập nằm ở các vị trí cố định. Khi điện thoại di động kết nối với điểm truy cập, bạn có thể ước chừng vị trí của thuê bao di động.

### Mobile Ads network

#### Google AdMob
Là nền tảng quảng cáo di động cung cấp dịch vụ cho các nhà quảng cáo, nhà xuất bản, đại lý và nhà phát triển ứng dụng.

#### GDN
Viết tắt của Google Display Network, là một phương thức quảng cáo trong Google AdWords, cách hiển thị quảng cáo trên các website đối tác của google như: Zing, Gmail, Blogger,...Với GDN, có thể tự tạo nét riêng thương hiệu trong mỗi banner hay video giúp khẳng định thương hiệu.

#### Facebook Mobile Ads network
Là liên kết của Facebook với ứng dụng bên thứ ba, cho phép hiển thị quảng cáo trên ứng dụng bên thứ ba. Nhắm chọn mục tiêu theo thông tin User của facebook nhưng được hiển thị trên các network rộng hơn.

## Ba loại tiếp thị di động

### Tiếp thị di động trực tiếp[14]
Tiếp thị trên thiết bị di động là cung cấp cơ hội tương tác trực tiếp với khách hàng mà không phải qua địa chỉ gia đình, bưu điện hoặc mạng truyền hình vì các thiết bị di động là đồ dùng cá nhân của mỗi người.
Tiếp thị di động trực tiếp liên quan đến các hoạt động gửi tin nhắn trực tiếp đến người tiêu dùng hoặc nhận tin nhắn trực tiếp từ người tiêu dùng. Kênh di động cung cấp cho doanh nghiệp hai hình thức cơ bản của tin nhắn tiếp thị trực tiếp để thu hút khách hàng và không cần thông qua trung gian:
- Giao tiếp do nhà tiếp thị khởi xướng: Xảy ra khi nhà tiếp thị bắt đầu tương tác với khách hàng bằng cách gửi tin nhắn, thực hiện cuộc gọi, hoặc đẩy một cảnh báo ứng dụng. Việc này đôi khi được gọi là tiếp thị đẩy.
- Giao tiếp do người tiêu dùng thực hiện: Điều này xảy ra khi người tiêu dùng bắt đầu tương tác với nhà tiếp thị. Ví dụ: truy cập trang Web di động, thực hiện cuộc gọi, tải xuống ứng dụng,... Việc này đôi khi được gọi là tiếp thị kéo.

Các nhà tiếp thị nhận thấy tỷ lệ phản hồi là 8-14% từ các tương tác do nhà tiếp thị khởi xướng (hầu hết các kênh tiếp thị trực tiếp thông thường chỉ nhận tỷ lệ phản hồi ít hơn 1%).
Với tất cả các hình thức tiếp thị di động trực tiếp, phải có sự cho phép của người tiêu dùng trước khi gửi cho họ một tin nhắn, thực hiện cuộc gọi.

### Tiếp thị truyền thống và truyền thông kỹ thuật số qua hỗ trợ di động[14]
Tiếp thị truyền thông kỹ thuật số và tiếp thị truyền thống hỗ trợ qua di động đề cập đến thực tế sự gia tăng các điện thoại di động - tăng cường các chương trình truyền thống và hiện đại, chương trình truyền thông (TV, radio, in ấn, Outdoor Media, Internet, email, giọng nói,...) và  kích thích đối tượng truyền thông sử dụng điện thoại hoặc thiết bị kết nối để trả lời cuộc gọi trên điện thoại di động từ các nhân viên Telesales.
Ví dụ, trên truyền hình, lời kêu gọi hành động của bạn có thể yêu cầu người xem nhắn tin từ khóa vào một mã ngắn để bỏ phiếu.  Hoặc, bạn có thể yêu cầu họ điền vào biểu mẫu trên Web hoặc Internet di động, bao gồm cả số điện thoại di động của họ, để tham gia chương trình.

### Các sản phẩm và dịch vụ qua sự hỗ trợ của di động[14]
- Ngày càng nhiều các công ty đang chuyển sang các thiết bị và mạng di động để cung cấp các sản phẩm và dịch vụ của họ.

Ví dụ: các ngân hàng đã ra mắt các trang web và ứng dụng di động để khách hàng có thể truy cập vào tài khoản ngân hàng của mình để kiểm tra số dư, chuyển tiền và tìm máy ATM gần nhất.
Các công ty truyền thông như CNN hoặc ESPN sử dụng phương tiện di động như một phương tiện mới để phân phối nội dung của họ.
- Rất nhiều công ty đang tích hợp các dịch vụ di động như nhắn tin văn bản như một cách để nâng cao trải nghiệm với các sản phẩm của họ.

Ví dụ, Hasbro đã thêm tin nhắn văn bản vào phiên bản Clue cuối cùng của họ.  Người chơi có thể nhận tin nhắn văn bản có liên quan đến nội dung khoảnh khắc của trò chơi khi họ đang chơi.

## Quyền riêng tư và bảo mật trong tiếp thị di động
Trong tiếp thị di động, quyền riêng tư và bảo mật vô cùng quan trọng không thể bị bỏ qua.
Các doanh nghiệp thu thập dữ liệu di động thông qua một số ứng dụng yêu cầu quyền truy cập vào tọa độ GPS để lấy thông tin dựa trên vị trí của người dùng, yêu cầu thông tin liên lạc, lưu trữ các thông tin giao dịch,...Từ những thông tin trên, doanh nghiệp thực hiện chiến lược tiếp thị di động nhằm phục vụ những nhu cầu cho khách hàng. Việc nắm giữ những thông tin khách hàng đặt trách nhiệm lớn cho các doanh nghiệp về sự minh bạch trong việc sử dụng dữ liệu cá nhân.
Các nhà tiếp thị cần đặc biệt quan tâm đến Quyền riêng tư và bảo mật của các thông tin này.
Một số bước cần tuân thủ cho tiếp thị trên thiết bị di động là:
- Các thông tin quan trọng của khách hàng không nên được chia sẻ với bất kỳ ai trong bất kỳ trường hợp nào.
- Các nhà tiếp nên tuân theo một quy trình thích hợp, trong đó người dùng có thể kích hoạt và chặn tin nhắn hoặc các dịch vụ khác.

## Quản trị hành trình mua khách hàng
Doanh nghiệp cần phải hiểu tất cả các cam kết với khách hàng của mình từ khi họ bắt đầu hình thành nhu cầu đến khi họ đưa ra quyết định mua. Để hiểu hành trình của khách hàng, bạn nên xem xét cả vòng đời của khách hàng,  là các giai đoạn gắn kết với khách hàng, các quy trình suy nghĩ khi họ cân nhắc mua hàng.
Vòng đời của khách hàng là một khái niệm có thể sử dụng để phát triển hiểu biết về cách tương tác và thu hút khách hàng. Hầu hết khách hàng đều trải qua một vài tương tác khi họ tương tác với doanh nghiệp:
- Giao dịch: là điểm mà lần đầu doanh nghiệp giao tiếp, tương tác với khách hàng về các sản phẩm, dịch vụ của doanh nghiệp. Mục tiêu trong giao dịch là thu hút khách hàng, yêu cầu họ mua sản phẩm hoặc dịch vụ.
- Mối quan hệ: Là mối quan hệ được hình thành sau khi có được một khách hàng. Tại mối quan hệ, doanh nghiệp tìm cách duy trì, phát triển mối quan hệ để giữ chân và thuyết phục khách hàng mua ở lần tiếp theo.
- Hỗ trợ và chăm sóc: Khách hàng có thể liên hệ để được giúp đỡ và hỗ trợ từ doanh nghiệp trong trường hợp gặp phải thắc mắc hoặc vấn đề nào đó đối với sản phẩm. Mục tiêu trong cửa sổ này là giải quyết vấn đề của khách hàng hoặc trả lời câu hỏi của họ một cách thỏa đáng, hiệu quả để khách hàng có thể vào lại cửa sổ mối quan hệ.
- Truyền bá: Đề cập đến việc sử dụng các trang truyền thông xã hội như Facebook, Twitter, Instagram, Zalo,...để khuyến khích khách hàng chia sẻ trải nghiệm tích cực của họ về sản phẩm và dịch vụ

Khi hiểu quá trình này, có thể tìm cách gia tăng hành trình này thông qua các tiếp thị di động bằng cách sử dụng tất cả các công cụ và kỹ thuật.

## Một số cách thực hiện tốt tiếp thị di động
Một số phương pháp cơ bản để thực hiện hiệu quả chiến lược tiếp thị di động:
Khách hàng làm trọng tâm.
- Chú trọng hướng mục tiêu vào những nhu cầu của khách hàng.
- Thấu hiểu các vấn đề, kỳ vọng và đáp ứng nhu cầu theo thời gian thực của khách hàng
- Nhất quán trong việc theo sát trên thông tin phản hồi của khách hàng,
- Tôn trọng quyền riêng tư của khách hàng

Ngắn gọn
Thông điệp ngắn gọn, tập trung vào vấn đề chính của khách hàng và thiết bị di động có màn hình nhỏ có thể gây khó khăn cho việc đọc. Đặt quy tắc chung cho tất cả các bài viết luôn rõ ràng.
Tối ưu hóa các trang web cho thiết bị di động
- Giảm thiểu thời gian tải trang (thời gian để một trang web hiển thị trên màn hình) để tốc độ truy cập nhanh chóng và dễ dàng điều hướng trang web.
- Đơn giản giao diện trang web và cố gắng giữ cho mọi thứ hiển thị rõ, không cần phải phóng to.
- Tạo điều kiện để khách truy cập thực hiện nhanh chóng và dễ dàng thực hiện các tác vụ thông thường như liên hệ với doanh nghiệp, tìm kiếm sản phẩm hoặc mua hàng. Cố gắng giảm thiểu số bước cần thiết để hoàn thành một biểu mẫu hoặc giao dịch.

Áp dụng nhiều chiến lược tiếp thị
Tùy thuộc vào từng loại hình kinh doanh, ngành, đối tượng mục tiêu và ngân sách, doanh nghiệp cần có những chiến lược tiếp cận khác nhau. ví dụ: tiếp thị trên ứng dụng di động, tiếp thị trong game, mã QR.
Thường xuyên theo dõi số liệu
Theo dõi cách người dùng tương tác với từng chiến lược tiếp thị di động của doanh nghiệp, các chỉ số chuyển đổi để tối đa hóa lợi nhuận (ROI).